# Supercupa Europei 1976
Supercupa Europei 1976 s-a jucat între RSC Anderlecht și Bayern München, Anderlecht câștigând cu 5-3 la general.

## Prima manșă
| Bayern München | 2 – 1 | R.S.C. Anderlecht |
| -------------- | ----- | ----------------- |
| Müller 58' 88' |       | Haan 16'          |

| BAYERN MÜNCHEN:                                   |  |                          |
|                                                   |  |                          |
| P                                                 |  | Sepp Maier               |
| F                                                 |  | Jupp Kapellmann          |
| F                                                 |  | Udo Horsmann             |
| F                                                 |  | Hans-Georg Schwarzenbeck |
| M                                                 |  | Franz Beckenbauer        |
| M                                                 |  | Rainer Künkel            |
| M                                                 |  | Bernd Dürnberger         |
| M                                                 |  | Karl-Heinz Rummenigge    |
| A                                                 |  | Gerd Müller              |
| A                                                 |  | Ulrich Hoeneß            |
| M                                                 |  | Conny Torstensson        |
| Antrenor:                                         |  |                          |
| Dettmar Cramer Omul meciului: Arbitrii asistenți: |  |                          |

| ANDERLECHT:      |   |                       |  |          |
|                  |   |                       |  |          |
| P                | 1 | Jan Ruiter            |  |          |
| F                | ' | Arie Haan             |  |          |
| F                | ' | Gilbert van Binst     |  |          |
| F                | ' | Hugo Broos            |  |          |
| F                | ' | Erwin Vandendaele     |  |          |
| M                | ' | Jean Dockx            |  | Schimbat |
| M                | ' | François Van Der Elst |  |          |
| M                | ' | Franky Vercauteren    |  |          |
| M                | ' | Peter Ressel          |  |          |
| A                | ' | Ludo Coeck            |  |          |
| A                | ' | Rob Rensenbrink       |  |          |
| Rezerve:         |   |                       |  |          |
| F                | ' | Michel De Groote      |  | Intrat   |
| Antrenor:        |   |                       |  |          |
| Raymond Goethals |   |                       |  |          |

## A doua manșă
| R.S.C. Anderlecht                             | 4 – 1 | Bayern München |
| --------------------------------------------- | ----- | -------------- |
| Rensenbrink 20' 82' Van Der Elst 25' Haan 59' |       | Müller 63'     |

| ANDERLECHT:                                         |   |                       |  |          |
|                                                     |   |                       |  |          |
| P                                                   | 1 | Jan Ruiter            |  |          |
| F                                                   | ' | Arie Haan             |  |          |
| F                                                   | ' | Gilbert van Binst     |  |          |
| F                                                   | ' | Hugo Broos            |  |          |
| F                                                   | ' | Erwin Vandendaele     |  |          |
| M                                                   | ' | Jean Dockx            |  | Schimbat |
| M                                                   | ' | François Van Der Elst |  |          |
| M                                                   | ' | Franky Vercauteren    |  |          |
| M                                                   | ' | Peter Ressel          |  |          |
| A                                                   | ' | Ludo Coeck            |  |          |
| A                                                   | ' | Rob Rensenbrink       |  |          |
| Rezerve:                                            |   |                       |  |          |
| DF                                                  | ' | Michel De Groote      |  | Intrat   |
| Antrenor:                                           |   |                       |  |          |
| Raymond Goethals Omul meciului: Arbitrii asistenți: |   |                       |  |          |

| BAYERN MÜNCHEN: |  |                          |  |          |
|                 |  |                          |  |          |
| P               |  | Sepp Maier               |  |          |
| F               |  | Björn Andersson          |  |          |
| F               |  | Udo Horsmann             |  |          |
| F               |  | Hans-Georg Schwarzenbeck |  |          |
| M               |  | Franz Beckenbauer        |  |          |
| M               |  | Jupp Kapellmann          |  |          |
| M               |  | Bernd Dürnberger         |  |          |
| M               |  | Karl-Heinz Rummenigge    |  |          |
| A               |  | Gerd Müller              |  |          |
| A               |  | Ulrich Hoeneß            |  | Schimbat |
| M               |  | Conny Torstensson        |  |          |
| Schimbări:      |  |                          |  |          |
| M               |  | Rainer Künkel            |  | Intrat   |
| Antrenor:       |  |                          |  |          |
| Dettmar Cramer  |  |                          |  |          |

| Supercupa Europei 1976  |
| ----------------------- |
| Belgia                  |
| Anderlecht Primul titlu |